# Monitor Dolnośląski
Monitor Dolnośląski (pełny tytuł: „Monitor Dolnośląski: pismo czasu stanu wojennego dla województw jeleniogórskiego, legnickiego, wałbrzyskiego i wrocławskiego”) – dziennik, wychodzący na terenie Dolnego Śląska po wprowadzeniu 13 grudnia 1981 w Polsce stanu wojennego i zawieszeniu w związku z tym wydawania wszystkich czasopism w kraju oprócz „Trybuny Ludu” i „Żołnierza Wolności”.
Tytuł został wybrany przez kolegium redakcyjne, mimo że władze naciskały, by dziennik nazywał się „Gazeta Robotnicza”. Pierwszy numer ukazał się 14  grudnia 1981. Zasadniczy profil wydawnictwa stanowiły informacje urzędowe i rozporządzenia władz, ale także wiadomości regionalne oraz teksty propagandowe. Dużo pisano o sprawach wewnątrzpartyjnych. Z powodu paraliżu komunikacyjnego i środków łączności składał się w większości z przedruków z „Trybuny Ludu”, nasłuchów Polskiego Radia i programów telewizyjnych. We wszystkich numerach „Monitora” ukazały się łącznie 24 zdjęcia.
Zespół redakcyjny składał się głównie z dziennikarzy „Gazety Robotniczej” i „Wiadomości”, a także częściowo „Słowa Polskiego”. Pismo wychodziło do końca grudnia 1981, opublikowano łącznie 13 wydań. Nakład wynosił 300 tys. egzemplarzy, a redaktorem naczelnym był Julian Bartosz, który jednak, ze względu na rozbieżności z I sekretarzem KW PZPR Tadeuszem Porębskim po dwóch dniach ustąpił ze stanowiska, a zastąpił go Zdzisław Balicki. Według nieoficjalnych danych zwroty mogły sięgnąć 97% nakładu.